# Lista över Pakistans statsöverhuvuden
Pakistans president (urdu: صدر مملیكت) är landets statschef.
Pakistan delades från Indien 1947, men först 1956 efter att den islamiska republiken utropats fick man en egen statschef som bodde i landet. Presidentämbetet är numera avlövad den reella politiska makten som ligger hos premiärministern (i teorin) och arméchefen (i realiteten). Under landets historia, vid oroliga tider, militärkupper, och återgångar till civil ordning, har dock konstitutionen ändrats med avseende på presidentens makt.
Pakistans styre bygger på semipresidentialism. Enligt Pakistans konstitution väljs presidenten av ett elektorskollegium, och sitter i fem år i taget. Kollegiet utgörs av ledamöter av senaten, nationalförsamlingen och provinsiella styrelseorgan. Presidenten kan sitta i högst två mandatperioder. Parlamentet kan avsätta presidenten och ställa honom inför riksrätt, om två tredjedelar av dess ledamöter är eniga om detta.

## Lista över presidenter sedan 1956
| Nr  | Bild                 | Namn | Tillträdde        | Avgång            | Parti                               |
| --- | -------------------- | ---- | ----------------- | ----------------- | ----------------------------------- |
| 1.  | Iskandar Mirza       |      | 23 mars 1956      | 27 oktober 1958   | Pakistans republikanska parti       |
| 2.  | Muhammad Ayub Khan   |      | 27 oktober 1958   | 25 mars 1969      | Militär                             |
| 3.  | Yahya Khan           |      | 25 mars 1969      | 20 december 1971  | Militär                             |
| 4.  | Zulfikar Ali Bhutto  |      | 20 december 1971  | 13 augusti 1973   | Pakistanska folkpartiet             |
| 5.  | Fazal Ilahi Chaudhry |      | 13 augusti 1973   | 16 september 1978 | Pakistanska folkpartiet             |
| 6.  | Muhammad Zia-ul-Haq  |      | 16 september 1978 | 17 augusti 1988   | Militär                             |
| 7.  | Ghulam Ishaq Khan    |      | 17 augusti 1988   | 18 juli 1993      | Oberoende                           |
| tf. | Wasim Sajjad         |      | 18 juli 1993      | 14 november 1993  | Pakistans muslimska förbund         |
| 8.  | Farooq Leghari       |      | 14 november 1993  | 2 december 1997   | Pakistanska folkpartiet             |
| tf. | Wasim Sajjad         |      | 2 december 1997   | 1 januari 1998    | Pakistans muslimska förbund         |
| 9.  | Muhammad Rafiq Tarar |      | 1 januari 1998    | 20 juni 2001      | Pakistans muslimska förbund         |
| 10. | Pervez Musharraf     |      | 20 juni 2001      | 18 August 2008    | Militär/Pakistans muslimska förbund |
| tf. | Muhammad Mian Soomro |      | 18 augusti 2008   | 9 september 2008  | Pakistans muslimska förbund         |
| 11. | Asif Ali Zardari     |      | 9 september 2008  | 8 september 2013  | Pakistanska folkpartiet             |
| 12. | Mamnoon Hussain      |      | 9 september 2013  | 9 september 2018  | Pakistans muslimska förbund         |
| 13. | Arif Alvi            |      | 9 september 2018  | 10 mars 2024      | Pakistans rörelse för rättvisa      |
| 14. | Asif Ali Zardari     |      | 10 mars 2024      | sittande          | Pakistanska folkpartiet             |

## Samväldesmonarki 1947-1956
Från 1947 till 1956 var Pakistans statschef även monark för Storbritannien, Australien, Kanada, Nya Zeeland, Sydafrika osv. 
| Nr | Bild | Namn         | Tillträdde | Avgång |
| -- | ---- | ------------ | ---------- | ------ |
| 1. |      | Georg VI     | 1947       | 1952   |
| 2. |      | Elizabeth II | 1952       | 1956   |

| Nr | Bild | Namn                | Tillträdde | Avgång | Parti                         |
| -- | ---- | ------------------- | ---------- | ------ | ----------------------------- |
| 1. |      | Mohammad Ali Jinnah | 1947       | 1948   | Pakistans muslimska förbund   |
| 2. |      | Khwaja Nazimuddin   | 1948       | 1951   | Pakistans muslimska förbund   |
| 3. |      | Ghulam Mohammad     | 1951       | 1955   | Partilös                      |
| 4. |      | Iskander Mirza      | 1955       | 1956   | Pakistans republikanska parti |